# 斯坎倫峰
斯坎倫峰（英語：Scanlan Peak）是南極洲的山峰，位於麥克羅伯特森地，處於哈斯基山東南面9公里，屬於查爾斯王子山脈的一部分，由澳大利亞拍攝的空中照片繪入地圖，現時由南極條約體系管理。